# Ermelo (plaats in Nederland)
Ermelo (uitspraakⓘ; Nedersaksisch: Armelo, vroeger: Armel [ɑrməl/ærməl]) is een plaats op de Veluwe in de Nederlandse provincie Gelderland, en hoofdplaats van de gemeente Ermelo.
De gemeente Ermelo heeft circa 27.496 inwoners (2023).

## Etymologie
In zijn eerste naamsvermelding uit de 9e of 10e eeuw heette Ermelo Irminlo. Het deel lo verwijst naar een op zandgrond gelegen bos. Voor Irmin worden verschillende verklaringen gegeven; "groot", "goddelijk, verheven, groot", of het verwijst naar een oud-Germaanse god met de naam "Irmin". Mogelijk is er een verbinding met het Saksische heiligdom Irminsul.

## Geschiedenis

### Prehistorie
Ongeveer 4000 jaar geleden vestigde het klokbekervolk zich op de zandgronden van Het Gooi en de Veluwe. Deze immigranten, afkomstig uit het Donaugebied en de Balkan, danken hun naam aan vondsten tijdens opgravingen in de 19e eeuw in Het Gooi en later in de jaren zeventig op de Ermelosche Heide. Hierbij werden grafgiften zoals koperen bijlen, vishaken, dolken, pijlen en bogen, polsbeschermers, vuurstenen, klokbekers, priemen, hamers met aambeelden, wetstaven en dergelijke aangetroffen.
Hun doden begroeven ze in grafheuvels. De dode lag met het gezicht naar het zuiden, richting de zon. Een grafheuvel bestaat uit een grafkuil in het midden omringd door vier hoekpalen met daartussen planken. Daaromheen werd een greppel gegraven, daarin een palenrij geplaatst. Met de aarde uit de greppel werd het geheel bedekt. In elke heuvel werd maar één dode gevonden, vaak met bijzonder rijke grafgiften. De graven legden zij aan in kaarsrechte lijnen in het landschap, vermoedelijk langs zogeheten doodswegen. Het onderhoud aan de grafheuvels vindt plaats door de Werkgroep Archeologie van de Vereniging Historisch Ermeloo.
Dit bekervolk kapte bos voor weidegrond, of brandde stukken bos af, en gebruikte de as als mest voor de grond, een proces dat al begonnen was in de eerdere periode van het neolithicum. Het volk was bekend met landbouw, veeteelt en visserij, en ook met keramiek, paarden, wielen, boten. Het dreef handel via rivieren en ook overzee. Door het kappen van bos voor weidegrond, pottenbakkersovens en dergelijke ontstond heide na uitputting van de bodem. Op die heide groeiden ook bomen (den, eik, linde, berk en hazelaar), grassen en kruiden. Iep, es en els groeiden toen al in de lager gelegen gebieden rondom de zandgronden.
Rond 800 v. Chr., richting het begin van de IJzertijd, was de bevolking goeddeels ingericht op de landbouw. Restanten van de akkerbouw zijn teruggevonden onder andere langs het Solsche Gat, in de vorm van zogenaamde celtic fields. Dit zijn raatakkers, die honderden jaren in gebruik zijn gebleven en vele hectaren gebied beslaan.
Sinds 1000 v. Chr. werden doden niet meer begraven in grafheuvels, maar werden zij gecremeerd. In het begin begroef men de urnen met de as en botresten van de overledene nog in (familie-)grafheuvels, later in urnenvelden, en nog later elke urn apart. Aanvankelijk kreeg de urn nog grafgiften mee, later niet meer. De urnen met de as van de overledenen werden op het laatst direct onder het maaiveld begraven, meestal zonder grafgiften. Het meest recente archeologisch onderzoek naar grafheuvels en urnenvelden, vond in de jaren zeventig plaats op de Veluwe. De urnen bleken geboetseerd uit strengen klei. De pottenbakkersdraaischijf is een vinding die via de Romeinen Nederland binnenkwam. Het bekervolk draaide zijn bekers dus nog niet.

### Romeinse marskampen
De Romeinen legden op de stuwwal ten oosten van het huidige Ermelo een tijdelijk marskamp aan, waarschijnlijk in de 2e eeuw na Christus. De jongste datering gaat uit van de vroege keizertijd, toen nog aan verdere expansie gedacht werd. Dit negen hectare groot marskamp, dat plaats bood aan 4000-6000 legionairs, lag ver in vijandig gebied, op de route tussen de limes en het Flevomeer. Het zuidwestelijke deel van de ruitvormige wal van het marskamp is deels nog in het landschap te zien. Dat geldt op sommige plekken ook voor de grachten. De aarden verdedigingswallen van het kamp hebben de status van rijksmonument en zijn in 2006 deels gerestaureerd. Er staat een informatiebord met plattegrond op de plek waar het fietspad het kamp doorsnijdt. Het kamp is gelegen op de Ermelosche Heide.
In 2017 werd vermoed dat een ruitvorminge structuur in het bos, 4 kilometer ten westen van het al bekende marskamp, ook van een Romeins kamp zou kunnen zijn. Bij veldonderzoek in 2020 zijn diverse vondsten gedaan die inderdaad wijzen op een Romeinse origine. Het marskamp is ongeveer 6 hectare groot en ligt ten oosten van de Oude Arnhemse Karweg.

### Middeleeuwen (500–1500 na Chr.)
Het gebied Ermelo was ook na het beëindigen van de Romeinse tijd bewoond. Op de Groevenbeekse heide werd in 1933 een omvangrijk Frankisch grafveld ontdekt met meer dan 300 graven. Het grafveld is gedateerd omstreeks 600 na Chr. De oudst bekende kerkelijke indeling van het gebied op de Veluwe was het kerspel Ermelo dat al ver voor het jaar 1000 bestond. Het dorp Ermelo was het middelpunt met daaromheen het grondgebied van de huidige gemeenten Harderwijk en Nunspeet. Op basis van een testament van de heer Folckerus uit het jaar 855 is de vestiging van Ermelo gedateerd. Deze Folckerus schonk zijn goederen in Irminlo aan een klooster in Duitsland.

#### De Oude Kerk (1006)

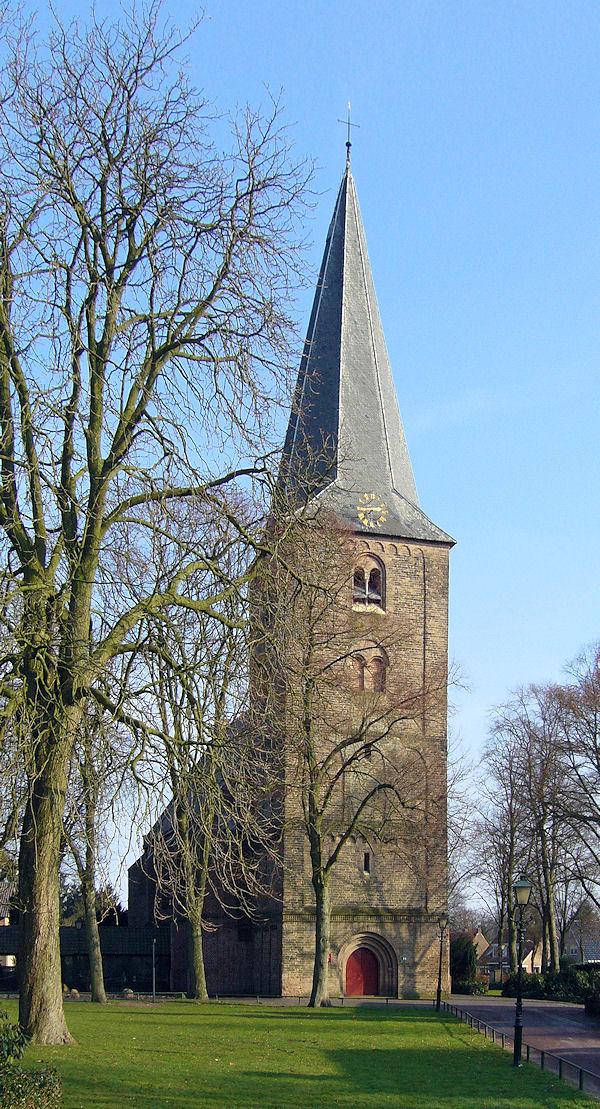
Oude Kerk

De Oude Kerk van Ermelo wordt voor het eerst vermeld in een stichtingsoorkonde van een klooster in Leusden in 1006. Zij is gesticht door monniken die uit Leusden kwamen uit de Sint-Paulusabdij en van hun abt de opdracht hadden meegekregen om de Veluwe te kerstenen. Zij ontgonnen de grond, stichtten een kerkdorp en van daaruit ook andere kerkdorpen zoals Elspeet, Nunspeet en Harderwijk, alle dochterkerken. De grote kerk in het naburige Harderwijk heeft eeuwenlang jaarlijks recognitiegelden aan de moederkerk in Ermelo betaald, een verplichting die pas aan het eind van de 19e eeuw werd afgekocht.
Lang bleef Ermelo een eenvoudig dorp bestaande uit enkele boerderijen, een molen, een herberg, huizen van de predikant en koster en die van ambachtslieden zoals de smid, de kleermaker en de bakker, met de Oude Kerk als centrum. In de 18e eeuw werd Ermelo beschreven als een "matig dorp, waar men enig bouwland vindt".

#### Klooster Sint-Jansdal (1406)
In werd 1406 werd door een commandeur met tien Maltezer ridders het klooster St Jansdal gesticht. Dit klooster stond in de buurtschap 's-Heeren Loo en heeft in belangrijke mate een stempel gedrukt op Ermelo. De middeleeuwse zorgtraditie heeft zich tot op heden voortgezet. Ermelo heeft nog steeds enkele belangrijke zorginstellingen binnen zijn grenzen. Vandaar dat het Maltezer kruis in de vlag als symbool voor zorg is opgenomen. Dit kruis heeft de Soevereine Orde van Malta altijd als teken gevoerd.

#### Bestuurlijke indeling (circa 1000–1795)
Kerkelijk gezien viel het grondgebied van het ambt Ermelo binnen de grenzen van het kerspel Ermelo. Door de eeuwen heen heeft er steeds een bestuurlijke band bestaan tussen de ver uiteen liggende gemeenten Ermelo en Nunspeet. Dit wordt toegeschreven aan de eerder genoemde kerkelijke indeling, het kerspel, uit de vroege middeleeuwen.

#### Schoutambt (circa 1000)
De eerste bestuurlijke indeling als schoutambt Ermelo, stammend van na het jaar 1000, loopt qua grenzen vrijwel gelijk met de oude kerspelindeling. Ermelo behoorde – samen met Nunspeet en Elspeet – tot een apart schoutambt. De schout was opperchef van de politie, hulpofficier van justitie, verantwoordelijk voor de wegen en bruggen, deurwaarder en ambtssecretaris. Daarnaast vervulde hij notariële werkzaamheden. De herkomst van het scholtambt (of schoutambt) Ermelo dateert uit de tijd van de graven van Gelre. Deze situatie blijft bestaan tot de tijd van de Bataafse Republiek (1798–1806). Waarschijnlijk is in de 13e eeuw Harderwijk en omliggend gebied door stedelijke ontwikkelingen, zoals verkregen stadsrechten, uit het schoutambt gehaald. Het gebied rondom Elspeet en Vierhouten hoort dan nog onder het ambt Barneveld.

#### Staverden (1298)
In het gebied van de gemeente Ermelo ligt het kasteel Staverden, een landgoed met stadsrechten. In 1290 verkreeg graaf Reinoud van Gelre van de kapittelkerk te Zutphen een deel van zijn bezittingen in erfpacht. Hij vatte toen het plan op, om rond zijn hofstede Staverden een stad te stichten. Niet alleen omdat in die tijd een groot deel van de Veluwe werd ontgonnen maar meer om met een truc Harderwijk economisch te verzwakken. Harderwijk mocht markt voeren en een regel was in die tijd, dat marktkooplui een uur gaans van de stad (plm. vier kilometer) niet hun waar mochten verkopen of prijsafspraken maken. Met een stad met marktrechten, precies buiten die uur gaans zou dat opgelost zijn en konden de marktkooplui in de te stichten stad hun koopwaar al kwijt.
Op 16 juli 1291 kreeg hij toestemming van koning Rudolf en op 25 maart 1298 kreeg Staverden officieel stadsrechten. Het goed heeft zich echter nooit verder ontwikkeld tot stad maar is wel in 2012 uitgeroepen tot 'kleinste stad van de Benelux'. De stad telt iets meer dan 50 inwoners en kent een sterke gemeenschapsbinding. Het gemeenschapshuis van Staverden bestaat uit de laatste overgebleven barak van het Belgisch interneringskamp uit Harderwijk en is in 1922 aangekocht. Het neogotische kerkje is in 1875 gebouwd. Op het kerkhofje erachter liggen de inwoners uit Staverden en Leuvenum apart begraven.
Sinds het begin van de 14e eeuw werd de stad verplicht om de witte pauwenveren voor de helmkroon van de graven (later hertogen) van Gelre te leveren. Deze traditie is ook heden ten dage nog in zwang en witte veren zijn in het provinciehuis in Arnhem te vinden. De pauwenveren zijn ook terug te vinden in het wapen van Ermelo en in het embleem van het Regiment Infanterie Oranje Gelderland.

#### Ambtsjonkers
Langzamerhand kregen de ambtsjonkers op financieel gebied meer te vertellen zodat de schout geleidelijk aan invloed moest inleveren, vooral op financieel gebied. De ambtsjonkers, waarvan het aantal niet beperkt werd, kwamen geregeld bijeen voor het bespreken van alle ambtelijke zaken. Meestal gingen die over belastingen. Iedere jonker die de leeftijd van 22 jaar had bereikt, woonachtig was in het ambt en daar onroerende goederen bezat van ten minste achttienduizend gulden, kon meepraten. Ook moest hij kunnen aantonen dat zijn voorouders al voor 1500 tot de adelstand behoorden.

### Periode na 1600
Met de komst van de Fransen in 1795 kwamen er wijzigingen op bestuurlijk gebied. In de Franse tijd veranderde er enkele malen wat aan de bestuurlijke indeling waardoor dan eens het ambt Ermelo, dan weer een kerspelindeling in Ermelo en Nunspeet gehanteerd werd. Vanaf 1811 werd bestuurlijk gezien Nunspeet een zelfstandige mairie. Per 1 januari 1812 worden de beide delen van het schoutambt definitief gescheiden.

#### Gekozen richter (1795)
De Fransen vonden dat niet de adel moest regeren, maar de gewone man. Op bevel van de nieuwe machthebbers moest een richter en een gemeenteraad (onder de naam van municipaliteit) worden gekozen. Het nieuwe bestuur, met de heer van Leuvenum, mr. Antonie Pieter van Westerveld als eerste gekozen richter, werd pas in september 1795 door de inwoners van het ambt Ermelo gekozen. Zowel uit Ermelo als uit Nunspeet werden er drie municipalen gekozen. Na enkele jaren werd het aantal municipalen teruggebracht van zes naar vier. Tevens werd in het kader van de medezeggenschap het volk in bepaalde situaties geraadpleegd. Een deel van de bevolking, namelijk de grondbezitters (of eigengeërfden) kozen met elkaar de nieuwe ontvanger. Op 6 januari 1796 kwam de municipaliteit voor de eerste keer bijeen.
Door bestuurlijke verwikkelingen op landelijk niveau werd in april 1798 het Ambt Ermelo opgeheven en werd het bestuur over de gemeente weer in Nunspeet gelegd. Deze nieuwe gemeente was een samenvoeging van de ambten Ermelo, Doornspijk en Oldebroek. De secretaris van dit ambt was Dries Hoefhamer, de vroegere scholt van Doornspijk en latere notaris te Elburg. Na 10 maanden werd de oude situatie weer hersteld met terugkeer van de meeste bestuurders van het jaar daarvoor.
In 1802 veranderde de inrichting van het bestuur opnieuw. Richter mr. Van Westerveld was inmiddels benoemd tot baljuw (of drost) van de West-Veluwe en woonde in die kwaliteit de vergaderingen van de raad bij. De nieuwe scholt van Ermelo werd mr. E.G. Ardesch. Het aantal municipalen werd teruggebracht tot twee, een van Ermelo en een van Nunspeet, hetgeen tevens de afnemende volksinvloed aangeeft.

#### Lodewijk Napoleon (1806)
Tussen 1806 en 1810 werd Nederland een zelfstandig koninkrijk onder direct gezag van Lodewijk Napoleon. Ermelo en Nunspeet werden wederom opgedeeld, maar moesten nu samen een "maire" (burgervader) delen. Op 1 januari 1812 werd het vroegere schoutambt wederom gescheiden en kreeg elke gemeente een eigen "mairie" (gemeenteraad).

#### Einde van de Franse tijd (1813)
Toen in december van 1813 Napoleon definitief uit het politieke beeld verdween keerde de prins Van Oranje weder en werd hij koning. De burgemeester werd weer schout genoemd. Ermelo en Nunspeet waren twee zelfstandige gemeenten tot 1818, daarna werden de twee gemeenten weer bij elkaar gebracht waaronder ook de gemeenten Elspeet en Vierhouten werden betrokken. Het oppervlak van de gemeente Ermelo bedroeg toen 21.000 hectare.

### Nieuw-Ermelo

#### Begraafplaats De Kruiskamp
Op de hoek van de huidige Putterweg en Wethouder Rikkerslaan werd in het jaar 1829 de eerste gemeentelijke begraafplaats gesticht. Voorheen was het een stuk bouwland dat bekendstond als "De Kruiskamp". De stichting kwam voort uit een koninklijk besluit uit 1827, dat begraven in de kerk verbood en voor steden en dorpen met minder dan 1000 inwoners de aanleg van een begraafplaats buiten de bebouwde kom verplicht stelde. Voor die tijd werden overledenen begraven in en om de kerk. Op de begraafplaats stond een baarhuisje, bedoeld voor het bergen van lichamen en het bewaren van baren en doodgraversgereedschap. In 1851 en 1860 werd de begraafplaats vergroot. In 1917 kwam er een einde aan het begraven op de Kruiskamp toen de begraafplaats aan de huidige Varenlaan in gebruik werd genomen.

#### Zuiderzeestraatweg
De aanleg van de Zuiderzeestraatweg zorgde er rond 1830 voor dat dit deel van de Veluwe beter werd ontsloten. Deze weg leidt langs de achterzijde van de Oude Kerk.

#### Landgoed oud Groevenbeek
Ten zuiden van de Groevenbeekse heide ligt het landgoed Oud Groevenbeek, dat zijn naam ontleent aan een kunstmatige beek, een zogenoemde spreng. Het landhuis, gebouwd in de toen gebruikelijke stijl van de jugendstil (art nouveau) stamt uit het eerste decennium van de 20e eeuw. De opdrachtgever wenste een zelfvoorzienende gemeenschap te stichten hetgeen onder meer resulteerde in grote tuinen en een uitgebreid kassencomplex, een eigen watervoorziening met watertoren (gebouwd in 1912, restauratie in 1994) en een gasfabriekje op dezelfde locatie. De oude boerderij uit de tweede helft 19e eeuw werd bij het complex getrokken. Tegenwoordig is het mogelijk in de villa te logeren.

#### Molen De Koe

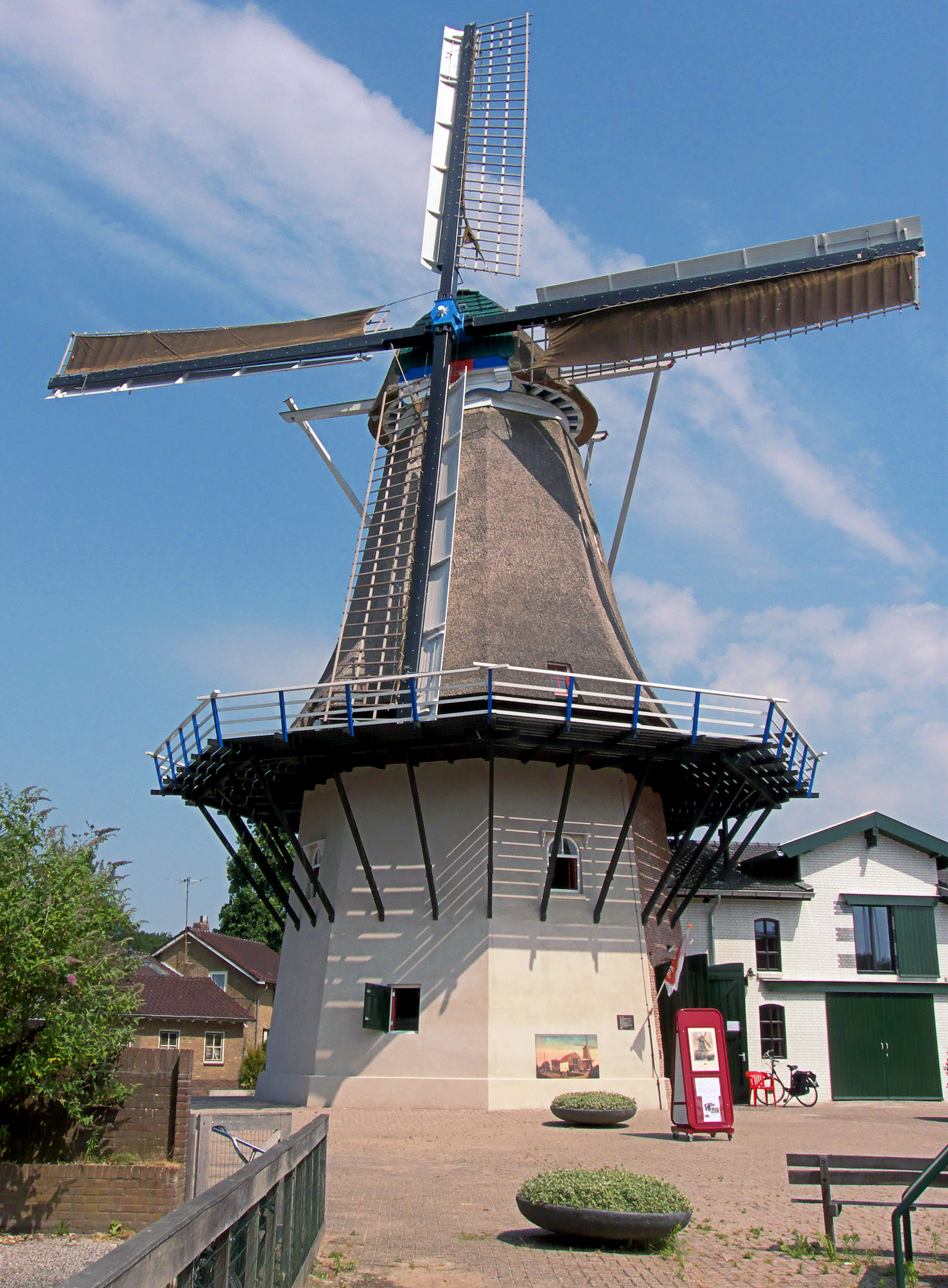
Molen De Koe 1863 herbouwd in 2008

In 1863 werd De Koe gebouwd, een stellingmolen die tot 1957 voor het malen van graan gebruikt werd. In 1990 werd de vervallen molen door brand verwoest. Eind 2008 was de restauratie van de onderbouw en herbouw van de bovenbouw voltooid en werden de molen en het ernaast liggende pakhuis voor het publiek opengesteld.

#### Ziekenhuis Salem
Ziekenhuis Salem was een ziekenhuis op christelijke grondslag in Ermelo dat tot 1987 in gebruik was.

#### Station Ermelo
Vanaf 1882 had Ermelo een station aan de Centraalspoorweg tussen Amersfoort en Zwolle, die in 1863 in gebruik was genomen. Deze lag echter op 2 kilometer afstand van het oude dorp. De bewoner van het landgoed Veldwijk schonk bijna al het benodigde geld voor de bouw van het station, met daaraan verbonden de voorwaarde dat de gemeente voor een goede weg erheen zou zorgen. Dat gebeurde en zo ontstond de Stationsstraat. Het was een stille weg tussen koren- en aardappelvelden. Een villa die er in 1885 gebouwd werd kreeg de naam 'Eenzaamheid'. In de omgeving van het station werden meer wegen aangelegd en huizen gebouwd. Zo ontstond een nieuw dorp dat 'Nieuw-Ermelo' werd genoemd.

#### Ermelo 1900–1940

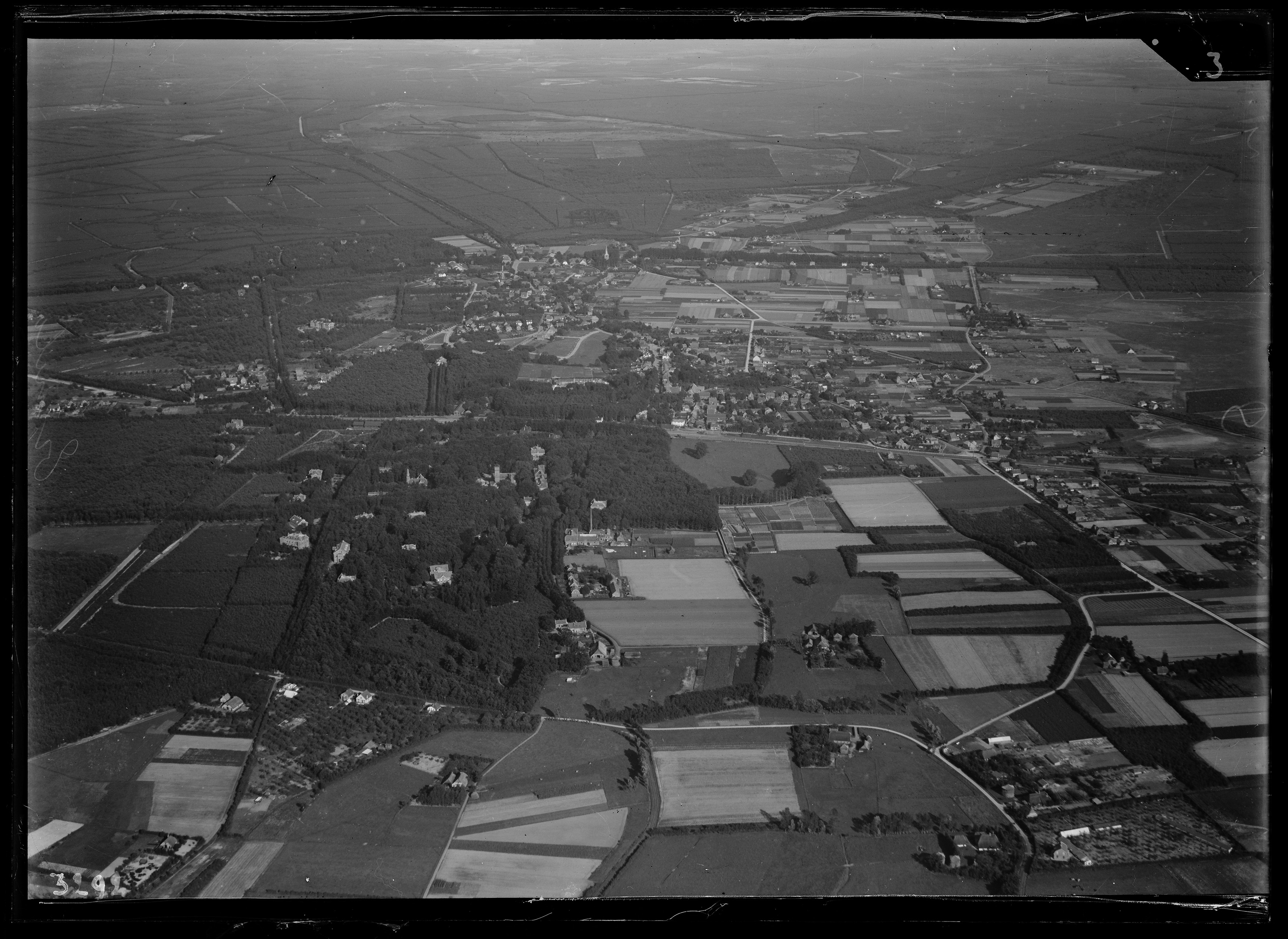
Luchtfoto van Ermelo (1920-1940), Nederlands Instituut voor Militaire Historie.

Langzamerhand breidde de bebouwing in oostelijke richting uit. Ook het oude Ermelo groeide en breidde uit in westelijke richting; de middeleeuwse kerk ligt dan niet langer centraal. Bij het station wordt de Immanuelkerk gebouwd (1899) In 1903 breidt de geestelijke zorg uit door de aankoop van een terrein om daar geestelijk gehandicapte jongeren onder te brengen: Groot Emaus. Het karakteristieke schoolgebouw werd midden jaren negentig gesloopt en vervangen. Rond 1920 groeit Oud- en Nieuw-Ermelo aan elkaar. Het voormalige postkantoor (1923) tegenover de huidige Enk vormt de verbindende schakel en vervangt het postkantoortje (nu boekhandel) naast de Immanuelkerk. Aan de Horsterweg wordt vanaf 1938 gebouwd aan de nieuwe kerk en vlak bij het station verrijst een nieuw sanatorium in de stijl van de Delftse School: de Hooge Riet (architect Rot(s)huizen, 1939) Met name in Ermelo-Noord, oost en west van de huidige Julianalaan, verschijnen veel villa's. Langs de weg naar Putten wordt in 1925 het blindeninstituut Sonneheerdt gebouwd en in het midden van het oude dorp verrijst in 1933 de muziektent.

#### Ermelo 1940–2000

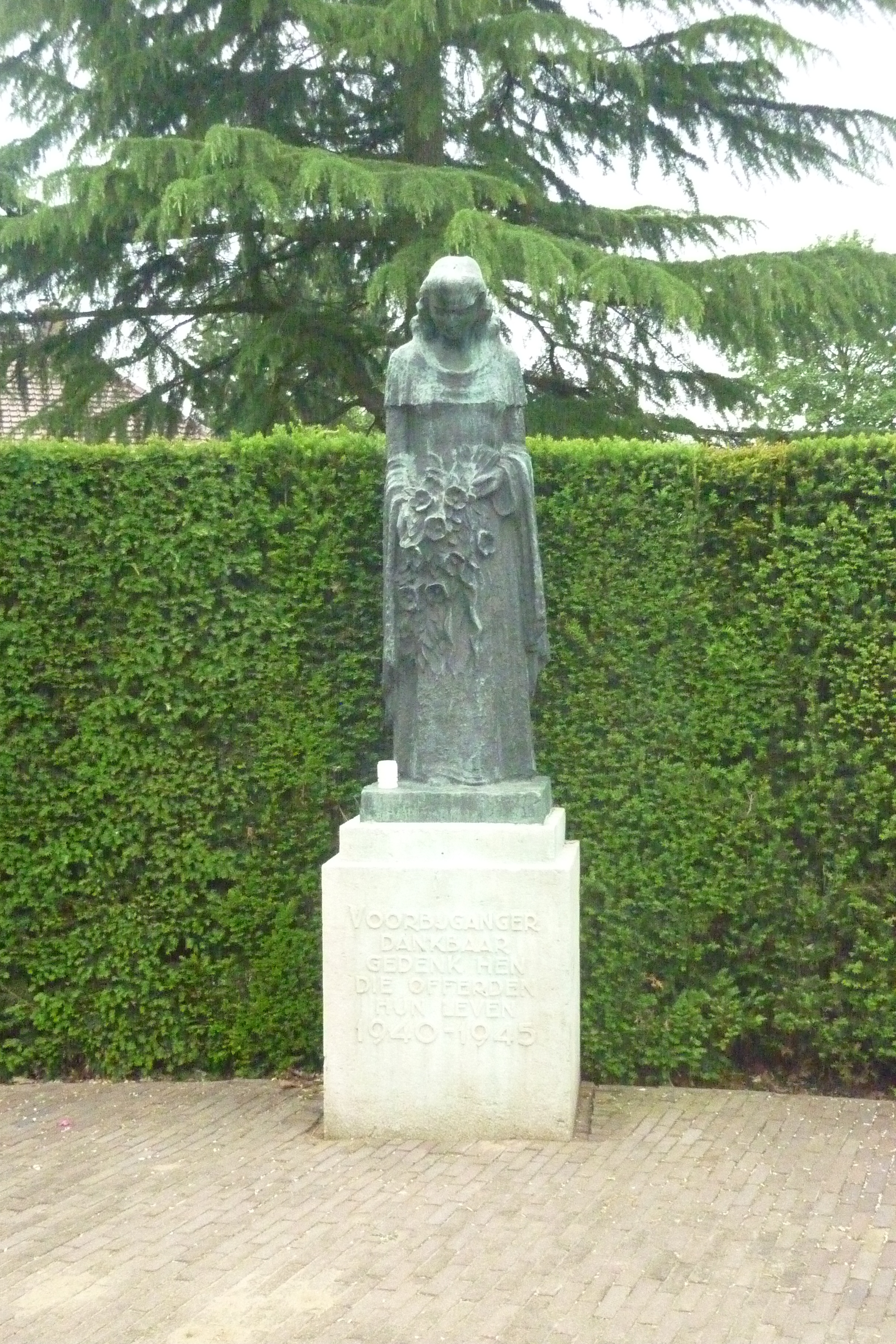
Oorlogsmonument 1940–1945

Tijdens de Tweede Wereldoorlog was het in Ermelo betrekkelijk rustig. Er kwamen wat meer mensen wonen, die de Vesting Holland verlieten, en onderduikers werden aan onderdak geholpen. Zo was er een onderduikershol in de bossen bij buurtschap Drie. In Ermelo bevinden zich meerdere oorlogsmonumenten. Twee daarvan zijn bomen, de Bevrijdingsboom uit 1946 (een rode beuk) en de Canadezenboom uit 1995 (een Noorse esdoorn). Andere monumenten zijn staan aan de Julianalaan (voor 9 bewoners van een huis aldaar, 2005) en de Rozenlaan (voor de joodse slachtoffers, 1994).
In Drie is nog het onderduikhol en de natuurstenen zuil die zeven mensen herdenkt van verzetsgroep Drie die op 13 december 1944 door de Duitsers werden overvallen. Een van hen, de 19-jarige Jannes Born, probeerde te ontvluchten en werd neergeschoten. Het tweede slachtoffer was Corneille du Corbier, schuilnaam Kees. Na een inval bij bakker Drost door de Sicherheitsdienst was de schuilplaats bekend geraakt bij de bezetter. Op 18 april 1945 werd Ermelo door geallieerde legereenheden bevrijd.
Tegenover de Nieuwe Kerk aan de Horsterweg staat het centrale oorlogsmonument. Het werd ontworpen door Nicolaas Adrianus van der Kreek en op 4 mei 1948 onthuld. Op het voetstuk staat de tekst:
VOORBIJGANGER

DANKBAAR

GEDENK HEN

DIE OFFERDEN

HUN LEVEN.

1940–1945
Na de Tweede Wereldoorlog breidt Ermelo zich snel uit. De komst van veel defensiepersoneel en de overal heersende woningnood maakt de aanleg van nieuwe woonwijken noodzakelijk. Een katholieke kerk verschijnt begin jaren zestig in het oude dorp, vlak bij de monumentale oude kerk. De voormalige Ermelose Enk wordt bebouwd, later volgt de bebouwing in Ermelo-Oost, Zuid en West en de bebouwing rond de voormalige Schoolweg in Oost. De oude MULO in het dorp wordt te klein en midden jaren zeventig betrekt het Christelijk College Groevenbeek zijn nieuwe noodgebouw tegen de bosrand bij de Groevenbeekse heide. Het noodgebouw, jaren in gebruik, brandt in 1992 af. De oude MULO was al in 1980 afgebroken. De grote kwekerij aan de Chevallierlaan maakt plaats voor het nieuwe gemeentehuis (1979) en zes jaar later wordt het gebied tussen Stationsstraat en Groeneweg onder handen genomen: winkelcentrum 'de Enk' verschijnt hier, samen met appartementen.

#### Defensie in Ermelo
Door buurgemeente Harderwijk, vanouds een garnizoensstad, waren de Ermeloërs wel gewend aan de aanwezigheid van militairen. Met het toenemen van de spanning in Europa en daarmee de vergroting van de krijgsmacht, kwam ook Ermelo in beeld voor het onderbrengen van militairen.

##### Jan van Schaffelaarkazerne
Ten behoeve van het 18e Regiment Infanterie werd aan de Leuvenumseweg een bataljonskazerne gebouwd naar idee van de kapitein der Genie A.G. Boost: de Jan van Schaffelaerkazerne. De in de stijl van het Zakelijk Expressionisme gebouwde kazerne zou in gebruik worden genomen in augustus 1939, maar de mobilisatie gooide roet in het eten. Negen maanden later pas kwamen de eerste bewoners: vluchtelingen uit de Gelderse Vallei. Tijdens de bezetting nam een SS-bataljon het complex in gebruik. Na de oorlog kreeg de kazerne een opleidingstaak, die tot op vandaag de dag niet is gewijzigd. 1-8 Regiment Infanterie werd er voorbereid voor Nederlands-Indië, van '48 tot en met '98 werd hier het dienstplichtig en reservekader voor de Infanterie opgeleid (S.R.O.K.I., School Reserve Officieren en Kader Infanterie) en tegenwoordig is de kazerne opleidingsinstituut voor de Koninklijke Militaire School. De naam Jan van Schaffelaar verwijst naar een leider uit de Hoekse en Kabeljauwse twisten uit de 15e eeuw.

##### Generaal Spoorkazerne
Na de oorlog is de wereld veranderd. Twee grote machtsblokken staan tegenover elkaar en een periode van gewapende vrede gaat van start: de koude oorlog. De in 1949 opgerichte verdragsorganisatie NAVO legt verplichtingen op ten aanzien van de inrichting van de krijgsmachten van de Lidstaten. Het Nederlandse leger groeit in hoog tempo en er moeten kazernes bij. De N.V. Middennederland krijgt de opdracht een aantal standaardkazernes te bouwen die gekenmerkt worden door betonskeletbouw, gebruik van prefab elementen en functionalisme. De Jan van Schaffelaerkazerne krijgt er een buurman aan zijn westelijke zijde bij. De kazerne wordt genoemd naar generaal Simon Spoor, een legergeneraal die net een paar jaar daarvoor was overleden. De kazerne bood voornamelijk onderdak aan divisietroepen. Op dit moment is de kazerne in gebruik bij de Koninklijke Militaire School en 400 Geneeskundig Bataljon.

#### Splitsing van de Gemeente Ermelo - Nunspeet (1972)
In 1972 werd de gemeente in twee delen verdeeld: de gemeente Nunspeet en een nieuwe gemeente Ermelo. Hierbij kreeg Ermelo een nieuw gemeentewapen. Het kruis is afgeleid van de stichting in 1406 van het klooster van de Maltezer ridders. De hieruit ontstane verpleeginrichtingen zijn nog steeds in Ermelo te vinden. De gemeenteraad wilde echter een Johannieter kruis, aangezien men in de mening verkeerde dat een Maltezer kruis alleen sloeg op katholieke organisaties. De Hoge Raad van Adel wees dit af en het Maltezer kruis is in het schild afgebeeld.

### Kerkhistorie Ermelo

#### Reformatie in Ermelo (1592)
Als begin van de hervorming stelt men doorgaans het jaar 1517. Tijdens de Reformatie die in de Nederlanden plaatsvond ontstond de zogeheten Nederduits(ch)e Gereformeerde Kerk. De rooms-katholieke parochie in Ermelo reformeerde daarop in 1592 tot een "hervormde kerk", genaamd "de hervormde gemeente".

#### Eerste predikant van Ermelo
De toenmalige pastoor Gregorius van Cooth meldde zich, op last van de Staten van Gelre dat in handen van prins Maurits was gekomen, in Harderwijk voor het examen voor predikant. De pastoor zakte voor zijn examen, werd gevraagd nog een keer terug te komen, waar nooit iets van gekomen is, maar wordt wel genoemd als eerste predikant van Ermelo. Of er veel veranderde in de erediensten na die periode is niets van bekend. Feit is wel dat altaar en beelden pas geruime tijd later werden verwijderd.

#### Ds. Witteveen (1846)
In 1846 kwam ds. Witteveen naar Ermelo als predikant van de hervormde gemeente. Het is zijn eerste maar ook enige gemeente geworden. Hij kreeg korte tijd later problemen met de kerkenraad en werd uit zijn ambt gezet. Derhalve moest hij de pastorie verlaten maar wilde echter in Ermelo blijven, waar hij veel sympathisanten had. Daarom kocht hij een oud huis en bouwde in de jaren daarna onder andere een eigen kerk, de Zendingskerk, en een tehuis waar allerlei mensen opgevangen konden worden. Dit was het begin van de scheuring in de hervormde katholieke kerk van Ermelo. Ds. Witteveen is in Ermelo bekend geworden als kerkelijke vrijbuiter, maar met een "brandend hart" voor Christus.

#### Zendingskerk – eerste scheuring (1859)
Op korte afstand van de historische Oude Kerk bouwde ds. Witteveen in 1859 zijn Zendingskerk. Een kleine eeuw lang bleef zij apart. In de jaren vijftig van de 20e eeuw is de zendingskerk in het grote geheel van de hervormde centrale gemeente wederom opgenomen.

#### Doleantie. De Gereformeerde Kerk – tweede scheuring (1887)
Sinds de Doleantie, "de huishoudelijke twist" van 1886 in de Hervormde Kerk van Nederland, is er in Ermelo een gereformeerde kerk ontstaan. Op zondag 14 augustus 1887 waren in de stal van boerderij "De Heuvel" (op het landgoed "Veldwijk") van Willem van Loo een aantal mannen bijeen; dit was het geboortemoment van de Gereformeerde Kerk van Ermelo. Op zondag 11 september 1887 is de kerk officieel geïnstitueerd met de bevestiging van drie ouderlingen. Op 19 augustus 1898 vond de eerstesteenlegging plaats door W. van Loo voor de bouw van de dorpskerk (later de Immanuëlkerk), de derde in Ermelo. Op woensdag 8 maart 1899 werd de dorpskerk met 350 zitplaatsen in gebruik genomen.

#### Veldwijk – een gereformeerde instelling
Mathile Jacques Chevallier had van zijn moeder villa Veldwijk geërfd, die hij voor een gunstige prijs ter beschikking stelde voor een nieuwe psychiatrische inrichting. Chevallier werd rentmeester van de inrichting, die in 1886 werd geopend voor de verpleging van geesteszieken, een initiatief dat niet zonder de invloed van ds. Witteveen tot stand is gekomen. Het werd een gereformeerde instelling die haar personeel voornamelijk uit gereformeerde kring betrok. Ook in Ermelo was een psychiatrische inrichting genaamd "Groot Emaus". Op "Veldwijk" waren volwassenen en op "Groot Emaus" verbleven jongeren tot eenentwintigjarige leeftijd.
In 1890 kocht hij het landgoed 's Heeren Loo in Ermelo, dat hij een jaar later weer verkocht. Vervolgens kon hier een instelling voor verstandelijk gehandicapten worden gestart: 's Heeren-Loo Loozenoord; de pupillen verbleven hier meestal tot hun dood en werden vaak begraven op het terrein van 's Heeren-Loo.

#### Rooms-katholieke kerk
Door de kazernes kwamen er hier een substantieel aantal rooms-katholieken, die aanvankelijk voor de mis op Harderwijk en Putten waren aangewezen en sinds de jaren zestig van de 20e eeuw over een eigen kerk beschikken. Zij heeft nog steeds veel oud-militairen in haar ledenbestand.
In september 1962 startte de bouw van kerk, een van de laatste werken van bureau Molenaar & Sips. De bouwpastoor was A.A. Rubrech, die tevens de eerste pastoor werd van de parochie. Als naam voor de parochie werd gekozen De Goede Herder, mede onder invloed van de opkomende oecumenische beweging. In de zomer van 1963 werd de kerk door Kardinaal Alfrink geconsacreerd.
De zelfstandige parochie 'De Goede Herder' is rond 2007 gefuseerd met andere parochies in de Gelderse Vallei naar de Parochie Sint Lucas en fungeert nu als geloofsgemeenschap.

#### Evangelische gemeentes

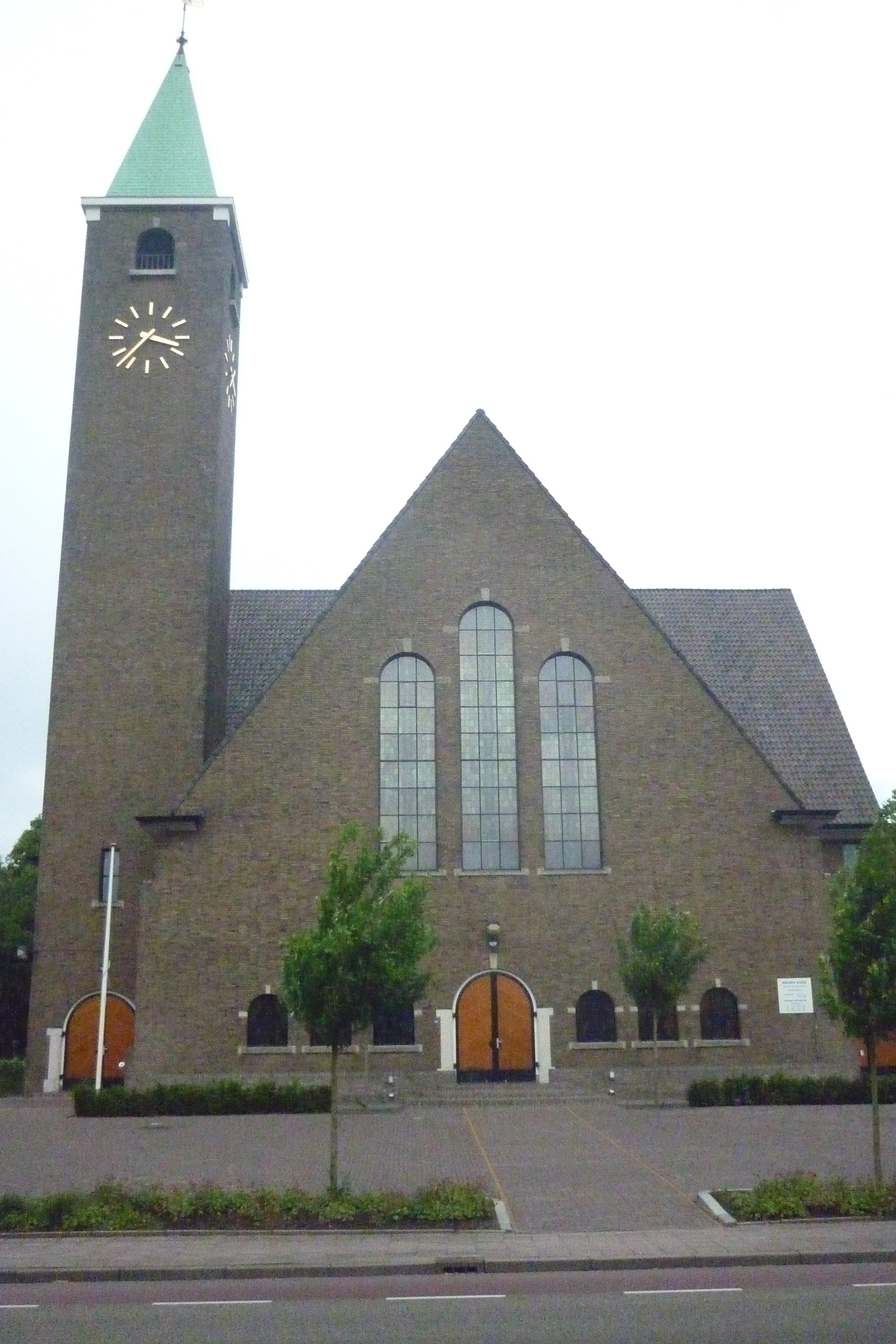
Nieuwe Kerk (hervormd)

Ermelo kent een groot aantal tamelijk kleine kerken. De verschillende evangelische gemeentes zijn ontstaan in de jaren dertig, vijftig en zeventig van de 20e eeuw. Ze zijn in getal niet groter dan een paar honderd leden en hebben vaak een streekfunctie.

## Kerkgenootschappen
- Zendingskerk Ermelo, PKN → stichter van de kerk is ds. Hermanus Willem Witteveen (1815–1884). Hij richtte deze gemeente op na een conflict met de Hervormde Kerk. De Zendingskerk werd door hem gebouwd in 1859. Huidig predikant is ds. Rainer Wahl.
- Rooms-Katholieke Kerk Parochie "De Goede Herder"
- Evangelie Gemeente Ermelo (EGE)
- Christelijke Gereformeerde Kerk De Voorhof Ermelo
- Gereformeerde Kerk, PKN, Immanuelkerk, Maranathakerk
- Gereformeerde Gemeente
- Oud Gereformeerde Gemeenten in Nederland
- Nederlandse Gereformeerde Kerk Rehoboth
- Hervormde Gemeente, PKN, Nieuwe Kerk, Oude Kerk, Kerkelijk Centrum, Westerkerk, de Kapel
- Christelijk Centrum Zecharja
- Nederlandse Gereformeerde Kerk De Oever (Ermelo/Harderwijk/Putten)
- Christengemeente Berea

## Cultuur en recreatie
Ten zuidoosten van Ermelo ligt de Ermelosche Heide, een 343 ha groot terrein, dat grotendeels in gebruik is als natuurterrein en beschikbaar is voor dagrecreatie. Het terrein wordt doorkruist door fiets-, wandel- en ruiterpaden. De heide wordt begraasd door een schaapskudde.
Elke zomer wordt er op zeven dinsdagavonden een zomeravondbraderie gehouden met honderden marktkraampjes. De markt strekt zich uit van de Emanuelkerk tot aan “Het Weitje”.

## Monumenten
Een deel van de gemeente is een beschermd dorpsgezicht. Verder zijn er in het dorp tientallen rijksmonumenten, gemeentelijke monumenten en een aantal oorlogsmonumenten:
- Lijst van rijksmonumenten in Ermelo (plaats)
- Lijst van gemeentelijke monumenten in Ermelo
- Lijst van oorlogsmonumenten in Ermelo

## Samenstelling van de Ermelose bevolking
Huwelijken van de autochtone bevolking met verpleegkundigen (v) en militairen (m) zorgden ervoor dat er geen gesloten dorpscultuur ontstond. Door het open karakter is Ermelo een dorp met een import die twee derde van de bevolking bedraagt.

## Verkeer en vervoer

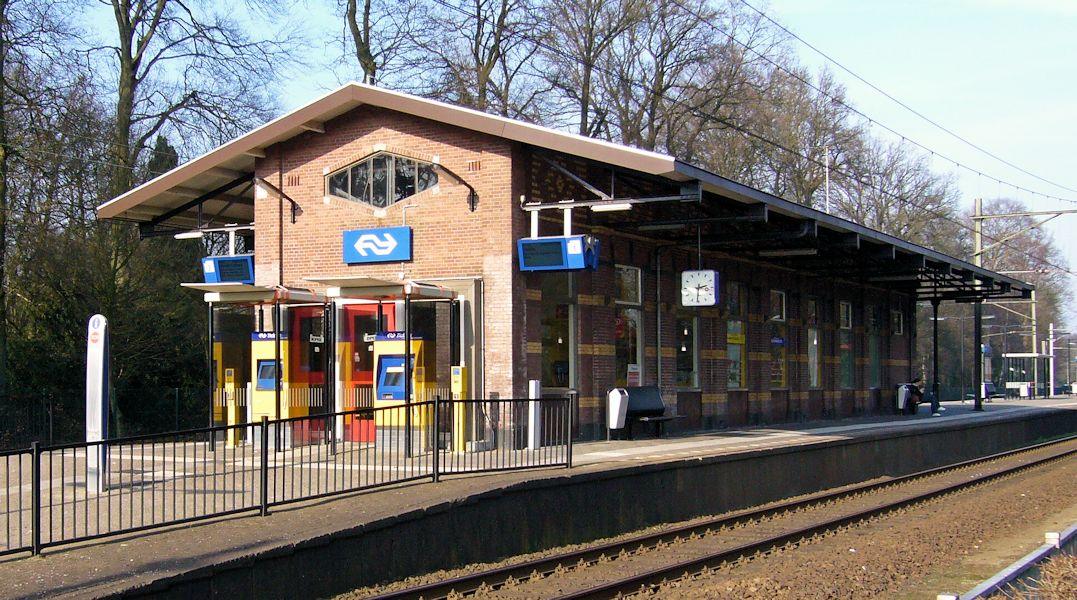
Ermelo station

Ten noorden van Ermelo loopt de autosnelweg A28 van Utrecht naar Groningen.
Ermelo wordt tweemaal per uur per richting aangedaan door de sprinter Zwolle - Utrecht (Centraalspoorweg).

## Sportverenigingen
Korfbal
KC Ermelo
Dindoa
Rolstoelbasketbal
s.c. DeVeDo
Schaken
Het Veluws Schaakgenootschap
Schermen
Fencing Ermelo
Scouting
Irmin-Taweb
Alexandergroep
Tennis
Irminloo
Voetbal
DVS '33
EFC '58
FC Horst
Volleybal
Pauwervoll
Waterpolo
ZEW
Wielrennen
Veluwse Wieler Vereniging
Judo

## Bekende inwoners

### Geboren
- Jan Andel (1939-2007), politicus
- Eddy Bilder (1964), ondernemer en politicus
- Bas Jan van Bochove (1950), politicus
- Jan Bos (1923-1995), politicus
- Letty Demmers-van der Geest (1952), politica en politiefunctionaris
- Kees van Dijkhuizen (1955), zakenman en bestuurder
- Karel Dronkert (1907-1977), predikant en theoloog
- Hans Goedkoop (1963), historicus en tv-presentator
- Jan Jansen (1946), organist
- Evert van de Kamp (1945), organist en dirigent
- Bettie Ringma (1944-2018), fotograaf
- Michiel de Ruiter (1964), freestyleskiër
- Evert Jan Slootweg (1969), politicus
- Martin van der Spoel (1971), zwemmer
- Aart Vierhouten (1970), wielrenner
- Werner Vogels (1958), ondernemer
- Egbert de Vries (1969), politicus
- Ruben van Zwieten (1983), predikant en ondernemer
- Roxanne Kwant (1999), presentatrice en influencer

### Woonachtig geweest
- Philip Kohnstamm (1875–1951), natuurkundige, filosoof en pedagoog;
- Herman Rutters (1879-1961), muziekjournalist;
- Anne Soldaat (1965), gitarist, zanger en songwriter;
- Popke Stegenga Azn. (1883–1953), theoloog en predikant
- Rie Timmer (1926–1994), schaker
- Jip Wijngaarden (1964), actrice en kunstschilder;
- Hermanus Willem Witteveen (1815–1884), predikant

### Overleden
- Liesbeth Baarveld-Schlaman (1934-2012), politicus
- Hendrik Bos (1920-1998), politicus
- Herman Hana (1874-1952), kunstenaar
- Fedor den Hertog (1946-2011), wielrenner
- Tjitte de Jong (1889–1972), jurist
- Jeanne de Kempenaer (1897-1945), publicist
- Arend Mooij (1832-1915), evangelist en dominee
- Marinus Mooij (1850-1918), dominee
- Jan Pit (1941–2008), zendeling, christelijk schrijver en spreker
- Piet Schrijvers (1946–2022), voetbaldoelman
- Nico van Suchtelen (1878-1949), schrijver, dichter en vertaler
- Jacques Vonk (1923-2000), schilder, tekenaar en glazenier
- Nicolaas Anne van Wijk (1899-1967), politicus

## Varia
- Ermelo staat centraal in Begraaf me nooit in Ermelo, een lied uit 1995 van Pater Moeskroen (uitgekomen op het album Wilde liefde).